# Plaza del Machete (Vitoria)
La plaza del Machete se encuentra en el casco antiguo de la ciudad de Vitoria, provincia de Álava, en España.

## Contexto
Esta plaza se creó como centro de unión entre las zonas emergentes y el barrio medieval. Servía para solucionar el desnivel entre la zona amurallada de la ciudad, la más antigua, y la parte baja y nueva. Esto permitía el acceso desde la ampliación de la parte Neoclásica de Vitoria a sus calles más antiguas y escondidas. Aquí se unen los dos estilos predominantes de la ciudad.
La plaza está rodeada por diferentes edificios. Entre ellos el Palacio de Villa Suso, construido en 1542 por D. Martín de Salinas. Formaba parte de la muralla y fue uno de los primeros edificios construidos que más tarde conformarían la plaza. Actualmente, es la sede de congresos de Vitoria. Otro de estos, son los Arquillos, que son soportales que sustentan viviendas. Estos fueron construidos en el s. XVIII y están considerados Patrimonio de la Humanidad desde 1984. Por otro lado, está la iglesia de San Miguel Arcángel, construida en el siglo XIV, de estilo gótico-renacentista. Como nexo entre la parte medieval y la neoclásica se encuentra la cuesta de San Vicente. Bajo esta, están los conocidos edificios como las Covachas, que servían como mercado alimentario, en esa época. En la actualidad, el resto de edificios son viviendas o negocios.

## Historia
La plaza del Machete se fundó en el s.XVIII, concretamente en el año 1787. Antes de que se formara, se encontraba el Mercado del Ala en el cual se vendía carne de vacuno, por eso recibió el nombre de Plaza de los Bueyes.
Ya en 1806, se cambió el nombre a Plaza del Machete, debido a que en el muro de la iglesia de San Miguel hay un hueco en el que los gobernantes de la ciudad colocaban un machete y juraban que cumplirían las leyes, ya que eran amenazados con la muerte si no lo hacían. A su vez, se le conocía también como la Plazoleta del Juicio, debido a que ejecutaban a la gente condenada a garrote vil.
En 1920 se instauró una lápida en la que se recoge el juramento que el procurador general síndico de la ciudad pronunciaba. Hoy en día, el machete original se encuentra en el Archivo Municipal, mientras que en la plaza hay una réplica de este.
Hoy en día es una de las plazas principales de la ciudad de uso público en la que se desarrollan eventos culturales.
- Datos: Q24067216
- Multimedia: Plaza del Machete / Q24067216